# Уласы (Брестская область)
Уласы (бел. Уласы) — деревня в Барановичском районе Брестской области Беларуси. Входит в состав Крошинского сельсовета. Население — 49 человек (2019).

## История
В 1897 году в Столовичской волости Новогрудского уезда Минской губернии. С 1921 года в гмине Столовичи Барановичского повета Новогрудского воеводства Польши.
С 1939 года в составе БССР. С 15 января 1940 года в Городищенском районе Барановичской, с 8 января 1954 года Брестской областей, с 25 декабря 1962 года в Барановичском районе.
С конца июня 1941 года до июля 1944 года оккупирована немецко-фашистскими захватчиками. На фронтах войны погибли 4 односельчан.

## Население
| Численность населения (по переписи) | Численность населения (по переписи) | Численность населения (по переписи) | Численность населения (по переписи) | Численность населения (по переписи) | Численность населения (по переписи) | Численность населения (по переписи) | Численность населения (по переписи) | Численность населения (по переписи) |
| 1897                                | 1909                                | 1921                                | 1939                                | 1959                                | 1970                                | 1999                                | 2009                                | 2019                                |
| ----------------------------------- | ----------------------------------- | ----------------------------------- | ----------------------------------- | ----------------------------------- | ----------------------------------- | ----------------------------------- | ----------------------------------- | ----------------------------------- |
| 266                                 | ↗301                                | ↘158                                | ↗246                                | ↘183                                | ↘149                                | ↘105                                | ↘88                                 | ↘49                                 |